# El Crucero
För andra betydelser, se El Crucero (olika betydelser).
El Crucero är en kommun (municipio) i Nicaragua med 15 033 invånare (2012). Den ligger strax söder om huvudstaden Managua, i departementet Managua, längs bergsryggen på Las Sierras de Managua. El Crucero är en tillfkyktsort för folk som vill fly Managuas hetta för ett svalare bergsklimat.

## Geografi
El Crucero gränsar till kommunerna Managua i norr, Ticuantepe och La Concepción i  öster, San Marcos och San Rafael del Sur i söder, samt till Villa Carlos Fonseca i väster. Kommunens störta ort är centralorten El Crucero med 4 010 invånare (2005).

## Historia
El Crucero var tidigare distrikt VII i kommunen Managua men blev en självständig kommun år 2000.

## Religion
El Crucero firar sin festdag den 7 oktober till minne av Vår Fru av Victoria.

## Transporter
Den Panamerikanska landsvägen passerar kommunen från norr till söder.